# Velika nagrada Nice
Velika nagrada Nice je bila avtomobilistična dirka, ki je med letoma 1932 in 1947 potekala v francoskem mestu Nica. Najuspešnejša med dirkači sta Luigi Villoresi in Tazio Nuvolari s po dvema zmagama, med moštvi pa Maserati s tremi zmagami.

## Zmagovalci
| Leto | Zmagovalec      | Moštvo     | Dirkališče | Poročilo |
| ---- | --------------- | ---------- | ---------- | -------- |
| 1947 | Luigi Villoresi | Maserati   | Nica       | Poročilo |
| 1946 | Luigi Villoresi | Maserati   | Nica       | Poročilo |
| 1935 | Tazio Nuvolari  | Alfa Romeo | Nica       | Poročilo |
| 1934 | Achille Varzi   | Alfa Romeo | Nica       | Poročilo |
| 1933 | Tazio Nuvolari  | Maserati   | Nica       | Poročilo |
| 1932 | Louis Chiron    | Bugatti    | Nica       | Poročilo |